# Lenga

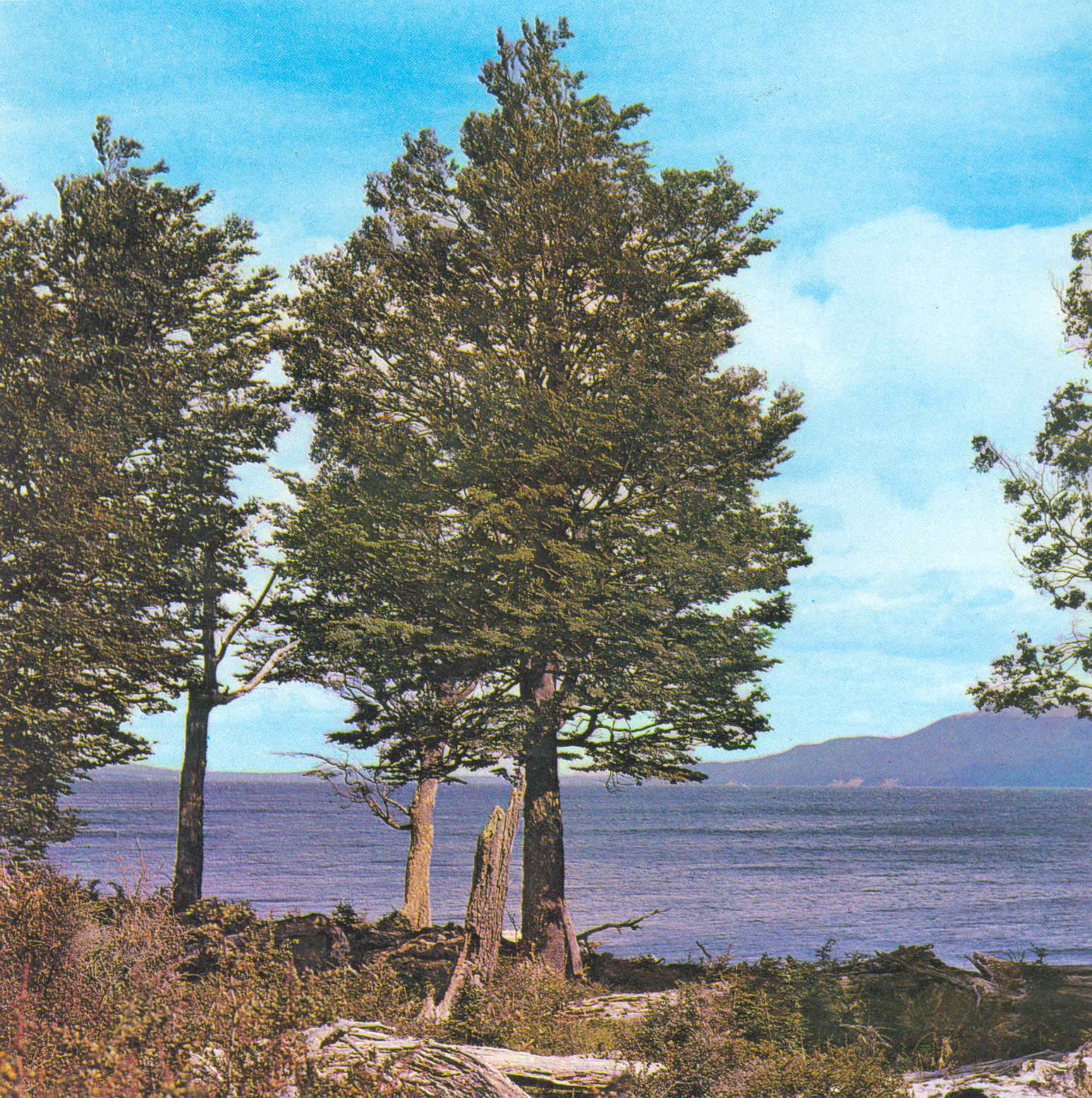
Nothofagus pumilio

Lenga – typ południowoamerykańskich lasów wilgotnych występujących na zachodnich stokach Kordyliery Patagońskiej, w Andach na terenie Chile i Argentyny.
Są to górskie odmiany lasu liściastego składającego się głównie z drzew z gatunku Nothofagus pumillo dorastających do 18 metrów wysokości. Drzewa te w klimacie chłodnym i wilgotnym często górnych partiach przybierają karłowatą postać na skutek wiejących silnych wiatrów. Spotkać je można na terenie Parku Narodowego Ziemi Ognistej. Występują wspólnie z zimozielonymi lasami liściastymi coihué i quindo.

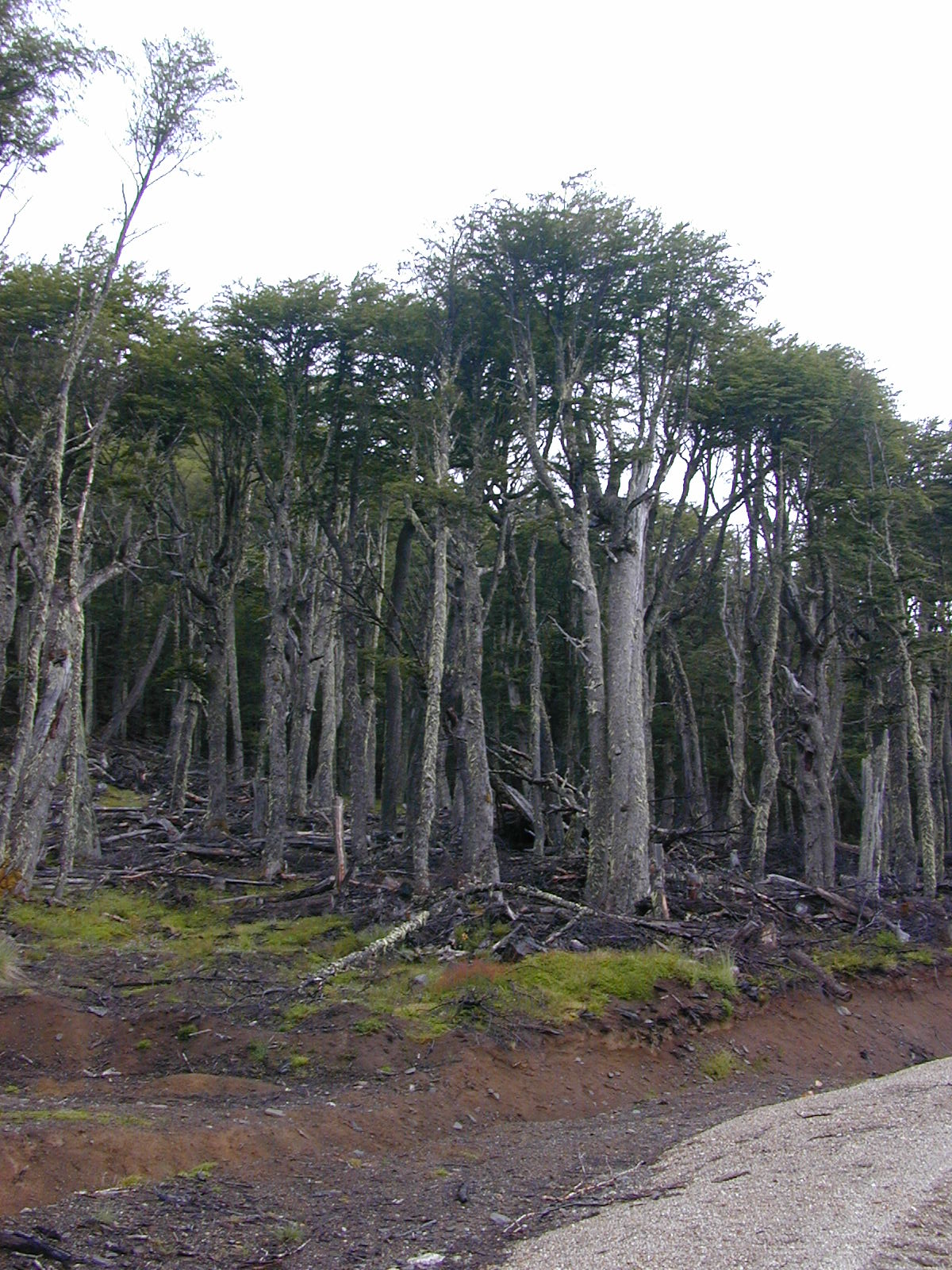
lenga na terenie Chile